# حدث (فيزياء)
تستخدم كلمة حدث في الفيزياء الحديثة للدلالة على النقاط في الزمكان الرباعي الأبعاد تمييزا لها عن النقطة المكانية ذات الإحداثيات الثلاثة في المكان الإقليدي النيوتني، يجب تذكر أن كل حدث في الزمكان رباعي الأبعاد يتميز بأربعة إحداثيات تحدد ثلاثة منها موقعه الفراغي أما الرابع فيحدد زمنه، بهذا المعنى يكون كل حدث عبارة عن امتزاج لنقطة مكانية مع لحظة زمانية.